# Бейтар Йерусалим
„Бейтар Йерусалим“ (на иврит: מועדון כדורגל בית"ר ירושלים) е футболен клуб от Йерусалим.
Стадионът на отбора се казва „Теди“ и се намира в квартал „Малха“, Zгозападен Йерусалим. Клубът се свързва с десни израелски политици от 70 години насам. Името „Бейтар“ или „Бетар“ първоначално се използва за младежка ционистка организация създадена през 1923 година в Рига, Латвия от Владимир Жаботински. Някои от най-известните политици в Израел са били част от това движение, като Ицхак Шамир – вторият най-дълго задържал се министър-председател на Израел и Менахем Бегин, който е носител на Нобелова награда за мир през 1978 заедно с египетския министър-председател Мохамед Ануар Садат за сключеното между тях Кемпдейвидско споразумение, първият мирен договор между Израел и арабска страна.

## Отличия
- Висша лига на Израел
  -  Шампион (6): 1986 – 87, 1992 – 93, 1996 – 97, 1997 – 98, 2006 – 07, 2007 – 08
  -  Второ място (6): 1971 – 72, 1975 – 76, 1977 – 78, 1978 – 79, 1983 – 84, 1984 – 85
- Втора дивизия
  -  Шампион (3): 1953 – 54, 1957 – 58, 1967 – 68
- Купа на Израел
  -  Носител (8): 1975 – 76, 1978 – 79, 1984 – 85, 1985 – 86, 1988 – 89, 2007 – 08, 2008 – 09, 2022 - 23
  -  Финалист (5): 1974 – 75, 1998 – 99, 1999 – 2000, 2017 – 18, 2024 - 25
- Суперкупа на Израел
  -  Носител (2): 1976, 1986
  -  Финалист (3): 1978, 1979, 1985, 1989
- Купа Тото
  -  Носител (2): 1997 – 98, 2009 – 10
- Купа Шалом
  -  Носител (1): 2000
- Купа Лилиан
  -  Носител (1): 1985
- Първенство по мини футбол
  -  Шампион (1): 1988

## Български футболисти
- Атанас Пашев: 1989/91 - (41 мача - 12 гола)
- Пламен Гълъбов: 2024 - (12 мача - 0 гола)